# Iprobenfos
Iprobenfos ist eine chemische Verbindung aus der Gruppe der Thiophosphorsäureester und ein systemisches Fungizid. Iprobenfos wird gegen Reisbrand (Magnaporthe grisea), Reisstängelfäule (Helminthosporium sigmoideum, Magnaporthe salvinii) und Rhizoctonia solani eingesetzt. Der Wirkmechanismus beruht auf der Hemmung der Phospholipid-Methyltransferase (PLMT).

## Gewinnung und Darstellung
Iprobenfos kann durch Reaktion von Benzylmercaptan mit Diisopropylphosphorchloridithioat gewonnen werden.

## Zulassung
Iprobenfos ist in der EU nicht als Wirkstoff von Pflanzenschutzmitteln zugelassen. Auch in der Schweiz sind keine Pflanzenschutzmittel mit diesem Wirkstoff zugelassen.